# AIAI Child Care
AIAI Child Care株式会社（アイアイチャイルドケア）は、東京都墨田区錦糸に本社を置く、保育事業、介護事業を運営する社会福祉事業を行う企業である。

## 概要
創業者兼現社長の貞松成が、保育事業を目的に2007年1月に設立した。翌2008年にデイサービス事業を開始した。さらに、2010年より介護と保育を同一建物内の同一フロアにて融合させた「かいほの家」を考案した（現在は「世代間交流施設」と名称変更）。
あい・あい保育園の名称で、首都圏と関西圏を中心に保育所を運営している。（認可保育所、東京都認証保育所）
保育所の他、やすらぎ家の名称で地域密着型通所介護（デイサービス）、にじの名称で放課後等デイサービスなども運営している。
通常、介護施設と保育園は、同一敷地内で別々の建物での運営や同一建物内の多層階にて運営されるのが一般的であったが、同社では、世代間交流の実現や初期投資の節減などを理由に、同一建物内の同一フロア内で両事業を展開している。世代間交流施設の強みは、介護と保育のために別々に建物を用意して併設や隣接の状態で行うよりも、同一フロア内で融合させることで、初期投資の約3割削減が可能となることで投資回収率（ROI）が向上することにある。また、高齢者と子どもたちの世代間交流も実現する。
また、リーマン・ショック以降に異業種からの福祉業界への参入が相次ぐ中、保育園が融合するという独特の特色としても注目されており、子育て人材の確保にも有効とされている。
介護と保育の融合事業においては、2014年に特許も取得している。
2014年度からは、子ども・子育て支援法によって保育サービスの供給が増えることから生じる保育士不足を解消するためにChild Care System（CCS）を独自に開発し、NTT東日本株式会社との共同事業を経てICTによる保育園の業務改善クラウドサービスを実施。保育士が、本来の保育業務に集中できるための環境整備を目的としたICT事業に参入した。なお、このシステムにおいても2014年に特許（特許第5648142号）を取得している。

## 事業内容
- 保育事業
- 介護事業

## 沿革
- 2007年（平成19年）
  - 1月 - 法人登記。貞松成が代表取締役に就任。
  - 3月 - 千葉県千葉市幕張に1号園が開園。
- 2008年（平成20年）
  - 5月 - 千葉県に介護事業デイサービスセンターやすらぎ家（や）を創業。
- 2010年（平成22年）
  - 4月 - 世代間交流施設「かいほの家」を考案。
- 2012年（平成24年）
  - 6月 - 保育園の設置数が100カ所を超える。
- 2013年（平成25年）
  - 10月 - 霞が関ビルディングへ一部移転。
- 2013年（平成25年）
  - 10月 - 三井不動産株式会社と業務提携。
- 2014年（平成26年）
  - 6月 - NTT東日本株式会社と共同事業提携。
- 2014年（平成26年）
  - 10月 - 介護と保育の融合事業における間取り構造特許を取得。
- 2014年（平成26年）
  - 11月 - 保育園業務支援クラウドサービスにおける支援装置特許を取得。
- 2014年（平成26年）
  - 12月 - 株式会社スタジオアリスと共同事業提携。
- 2015年（平成27年）
  - 6月 - 東京都墨田区亀沢に本社移転。
- 2017年（平成29年）
  - 10月 ‐ 東京都墨田区に本社移転。株式会社globalb bridge HOLDINGSの子会社化
- 2020年（令和2年）
  - 4月 ‐ 株式会社global bridgeより社名を株式会社global child careに変更[1]。
  - 4月 ‐ グループ会社である株式会社東京ライフケアを吸収合併[1]。
- 2022年（令和4年）
  - 4月 ‐ 株式会社global child careより社名をAIAI child care株式会社に変更。